# Scotorepens greyii
Scotorepens greyii é uma espécie de morcego da família Vespertilionidae. Endêmica da Austrália.